# Buriti de Goiás
| Buriti de Goiás              | Buriti de Goiás            |
| ---------------------------- | -------------------------- |
|                              |                            |
| Wappen                       | Flagge                     |
| Wappen von Buriti de Goiás   | Flagge von Buriti de Goiás |
| Karte                        |                            |
|                              |                            |
| Basisdaten                   |                            |
| Staat:                       | Brasilien (BRA)            |
| Bundesstaat:                 | Goiás (GO)                 |
| Mesoregion:                  | Zentral-Goiás              |
| Mikroregion:                 | Anicuns (GO)               |
| Geografische Lage:           | 16° 11′ S, 50° 26′ W       |
| Zeitzone:                    | UTC-3 Sommer: UTC-2        |
| Höhe:                        | 520 m                      |
| Fläche:                      | 199,291 km²                |
| Einwohner:                   | 2.561                      |
| Bevölkerungsdichte:          | 12,9 Einwohner / km²       |
| Telefonvorwahl:              | +5562                      |
| Postleitzahl (CEP):          | 76152-000                  |
| Adresse der Stadtverwaltung: |                            |
| Offizielle Website:          | keine                      |
| E-Mail-Adresse:              |                            |
| Jahrestag:                   | 9. Dezember                |
| Gemeindegründung:            | 1958                       |
| Politik                      |                            |
| Bürgermeister:               |                            |

Buriti de Goiás ist eine kleine brasilianische politische Gemeinde im Bundesstaat Goiás in der Mesoregion Zentral-Goiás und in der Mikroregion Anicuns. Sie liegt westlich der brasilianischen Hauptstadt Brasília und von Goiânia, der Hauptstadt des Bundesstaates. Im Gemeindegebiet befindet sich auch noch die Ortschaft Campo
das Perdizes.

## Geographische Lage
Buriti de Goiás grenzt
- im Norden an die Gemeinde Goiás Velho
- im Osten an Mossâmedes
- im Südosten an Sanclerlândia
- im Südwesten an Córrego do Ouro
- im Nordwesten an Novo Brasil